# Vincenzo Ferroni
Pour les articles homonymes, voir Ferroni.
Vincenzo Ferroni (né le 17 février 1858 à Tramutola, dans la province de Potenza en Basilicate et mort à Milan le 10 janvier 1934) était un compositeur et pédagogue italien de la fin du XIXe et du début du XXe siècle.

## Biographie
Vincenzo Ferroni étudia l’harmonie avec Savard et la composition avec Massenet au conservatoire de Paris où il enseigna l’harmonie de 1876 à 1883.
En 1885, sa pièce pour piano Hymne d’un pâtre italien remporta le prix au concours du Figaro. Retourné en Italie, il remplaça Ponchielli comme professeur de composition au conservatoire de Milan. En 1889, son opéra Rudello remporta le concours Sonzogno, ex aequo avec la Cavalleria rusticana de Mascagni et Labilia de Spinelli. L’Ouverture d’Ariosto remporta un prix à Bruxelles.
Si certaines de ses œuvres – exécutées en Italie (dirigées à La Scala de Milan par Martucci et Mascagni), en France et en Allemagne – connurent quelques succès, Ferroni fut surtout réputé comme professeur.
Romantique, son style, influencé plus tard par Debussy et Ravel, peut être qualifié d’impressionniste.

## Œuvres[2]
Orchestre
- Ariosto, ouverture op. 7
- Rhapsodie espagnole
- Symphonie en mi bémol majeur, op. 19 (composée en 1887)
- Risorgimento, poème symphonique op. 59 (composé en 1909)
- Il chiostro insidiato, poème symphonique, op. 57
- Ellade, suite pour orchestre
- 2e symphonie (?)

Musique de chambre
- Leggenda, pour violon & piano
- Quatuor à cordes en ré mineur, op. 20
- 2 Morceaux pour violoncelle avec accompagnement de piano, op. 36
- Trio avec piano en ré majeur, op. 54 (première exécution en 1906)
- Sonate pour violon & piano en fa majeur, op. 62
- Fantasia eolica, pour harpe avec accompagnement de hautbois, cor, double quatuor à cordes & contrebasse
- 2e Trio avec piano (?)

Piano
- Caprice, op. 5
- Valse triste, op. 9
- En courant, op. 23 étude pour piano
- Rêverie, op. 25
- Hymne d’un pâtre italien
- Notturno
- Chaconne, op. 45
- Bohême Marsch, op. 52
- 3e mazurka, op. 66
- Rapsodia adriatica, op. 82

Opéras
- Rudello (représenté en 1890)
- Ettore Fieramosca (représenté en 1896)
- Il Carbonaro, drame lyrique en un acte (représenté en 1900)
- Zingaresca, oppure Chanson de Bohémiens (composé en 1909)
- Silia, oppure Gli ardenti, op. 49 (composé en 1909 ?)
- Lisa Clemens, op. 61 (composé en 1913-1914)

Musique vocale
- 10 Mélodies, pour voix & piano
- Passé, pour voix & piano
- Nevicando, romance op. 39
- Ave Maria, op. 46

Orgue
- Choral et Fugue
- Elevazione
- 2 Entrate & 2 Elevazione
- Offertoire
- Sortita
- 3 Versets
- 2 Préludes

Ouvrages didactiques
- Fughe a due, a tre ed a quattro parti vocali.
- Della forma musica classica, Milan, 1908
- Corso di contappunto e fuga, Milan, Carisch, 1939